# Подхради (Јичин)
Подхради (чеш. Podhradí) је насељено мјесто са административним статусом варошице (чеш. městys) у округу Јичин, у Краловехрадечком крају, Чешка Република.

## Становништво
Према подацима о броју становника из 2014. године насеље је имало 425 становника.